# Radio Fides
Radio Fides es la emisora radiofónica que nació como obra de la Compañía de Jesús en Bolivia. Fue fundada por el sacerdote y científico jesuita Padre Pierre Marie Descotes S.J. quien también fundo el Observatorio astronómico San Calixto, y también por el Padre Ángel de Lapuerta S.J. entonces Director del Colegio San Calixto. Su primera edición fue el 2 de febrero de 1939 en dos aulas del Colegio San Calixto. 
Actualmente Radio Fides se denomina Radio Fides La Paz S.r.l., es una Sociedad de Responsabilidad Limitada, tiene gran variedad de programación local y nacional. Actualmente maneja su operación en Internet.

## Historia

### Inicios
Fue fundada el 2 de febrero de 1939 como la primera radio católica jesuita de Bolivia e Iberoamérica. Hasta 1955, su programación estaba integrada por música selecta, información internacional de la BBC, espacios educativos y programas religiosos.
Fue en 1955 cuando Fides, con el fin de captar una mayor audiencia, decidió difundir música popular durante su programación aunque sin dejar la música selecta. En 1956 inició su labor periodística incluyendo informativos propios. 
En 1960, se hizo cargo de la Dirección de la emisora el Padre José Gramunt de Moragas S.J., quien introdujo el periodismo radiofónico en Radio Fides, desde entonces la emisora es sobre todo informativa. Gramunt transformó por completo la programación de la emisora y renovó equipos.
En los años sesenta y setenta del siglo XX, Radio Fides era escuchada por la población de nivel socioeconómico medio-alto y sus noticieros eran considerados altamente creíbles e imparciales. Su director, P. José Gramunt, presentaba la nota editorial de la emisora bajo el rótulo: "¿Es o no es verdad?", editorial muy escuchado y también muy leído al publicarse en medios de comunicación escritos como el periódico Presencia. En Radio Fides trabajaron periodistas que fueron muy profesionales y alcanzaron gran trascendencia.
Entre 1978 y 1980, el Padre Eduardo Pérez Iribarne S.J., quien entonces era el jefe de prensa, se hizo cargo de la Dirección de la emisora por primera vez, pues Gramunt viajó al Vaticano. Pérez impulsó la transformación de Radio Fides al convertirla en un medio de comunicación "vanguardista", antioficialista y contestatario, ante el surgimiento de una demanda popular por acabar con la era de dictadura. Ese contenido molestó a los gobiernos militares de facto en esas épocas. El 22 de marzo de 1980 fue asesinado el Padre Luis Espinal Camps S.J. quien había sido Director de la emisora en 1971 y entre 1978 y 1980 conduncía un programa acerca de crítica de cine en Radio Fides. Fides hizo un seguimiento diario para dar con los asesinos del sacerdote Luis Espinal. 

### Asalto e intervención militar (1980)
El 17 de julio de 1980 fuerzas paramilitares irrumpieron en los estudios de Fides destruyendo, a punta de ametralladoras, todas las instalaciones y sometiendo al personal a interrogatorios para dar con el paradero de Eduardo Pérez con la intención de darle muerte. Al no obtener la información de boca de los trabajadores, los paramilitares abandonaron la emisora, sin saber que uno de los que integraba el grupo de interrogados era, precisamente, Eduardo Pérez Iribarne.

### Restauración y expansión (1982 - presente)
Radio Fides fue nuevamente inaugurada en febrero de 1982, luego de intensas negociaciones con los gobiernos militares de entonces, lo que estuvo a cargo del Padre José Gramunt quien regresó a la Dirección. La democracia se reinstauró en Bolivia en 1982. 
En 1986, la Compañía de Jesús designó al Padre Eduardo Pérez Iribarne nuevamente como Director de la emisora, mientras que el Padre José Gramunt de Moragas quedó como Director de la Agencia de Noticias Fides ANF, Agencia que había nacido en Radio Fides dada la gran cantidad de información que la emisora tenía. A partir de 1986, Fides experimentó varias transformaciones, la principal fue convertirse en una difusora popular, solidaria y promotora de la recuperación de la opinión pública, prestando sus micrófonos a la audiencia, permitiendo su participación.
En 1990, Radio Fides, tras un intenso proceso de investigación de mercado, desarrolló una estrategia revolucionaria en aquel tiempo, renovando su programación, ampliando la difusión de música folclórica, incluyendo espacios de entretenimiento, facilitando la libre expresión de la audiencia, implementando campañas de beneficencia y ayuda social, potenciando su equipo periodístico, cubriendo la información de manera inmediata y convirtiendo a Pérez Iribarne (Sacerdote Jesuita), en un "Líder de Opinión". Todo esto convirtió a Fides en la radiodifusora más sintonizada de toda Bolivia. A fines de los años 90, Fides comenzó un proceso de expansión, instalando emisoras autónomas en varias regiones del país, dando origen al "Grupo Fides".

## Otros medios
- ATB Radio
- Radio Illimani
- Radio Disney (Bolivia)
- Radio Panamericana (Bolivia)
- WKM Radio
- RQP (Bolivia)
- Radio FmBolivia
- Página Siete
- Radio Melodía FM 99.3
- Stereo 97